# Jesper Hansen (Radsportler, 1990)
Jesper Hansen (* 23. Oktober 1990 in Kopenhagen) ist ein ehemaliger dänischer Straßenradrennfahrer.
Seit 2009 ist Jesper Hansen international bei verschiedenen Radsportteams aktiv, seit 2013 für das Team Tinkoff. 2015 gelang ihm sein erster großer Erfolg, als er die Tour of Norway für sich entschied. Im selben Jahr startete er bei der Vuelta a España und belegte Rang 52 in der Gesamtwertung. 2016 gewann er mit dem Team Tinkoff das Mannschaftszeitfahren der Kroatien-Rundfahrt und wurde zweiter der Gesamtwertung hinter Matija Kvasina. Beim Giro d’Italia 2017 belegte er Rang 32 in der Gesamtwertung.

## Erfolge
2015
- Gesamtwertung und eine Etappe Tour of Norway

2016
- Mannschaftszeitfahren Kroatien-Rundfahrt

## Grand Tours-Platzierungen
| Grand Tour            | 2015 | 2016 | 2017 | 2018 | 2019 | 2020 |
| --------------------- | ---- | ---- | ---- | ---- | ---- | ---- |
| Giro d’ItaliaGiro     | –    | –    | 32   | –    | –    | 44   |
| Tour de FranceTour    | –    | –    | –    | 56   | –    | –    |
| Vuelta a EspañaVuelta | 52   | –    | DNF  | –    | DNF  | –    |

## Teams
- 2009–2011 Energi Fyn
- 2012–2013 Glud & Marstrand-LRØ
- 2013 Team Saxo-Tinkoff (Stagiaire)
- 2014–2016 Tinkoff-Saxo
- 2017–2018 Astana Pro Team
- 2019–2020 Cofidis
- 2021 Riwal Cycling Team